# ラ・グルヌイエール
『ラ・グルヌイエール』（フランス語: La Grenouillère）は、1869年にクロード・モネにより描かれた絵画。パリ近くブージヴァル近郊セーヌ川河畔の新興行楽地であった水上レストラン兼ボート乗り場、ラ・グルヌイエールをモデルにしている。
クロード・モネとピエール＝オーギュスト・ルノワールは当時、ラ・グルヌイエールで水面に反射する太陽光をどのように表現するかに熱中していたとされる。
技法としては、印象派に属する。